# Gesetz zur Verbesserung der Unterbringung, Versorgung und Betreuung ausländischer Kinder und Jugendlicher
Das Gesetz zur Verbesserung der Unterbringung, Versorgung und Betreuung ausländischer Kinder und Jugendlicher vom 28. Oktober 2015 ist ein Artikelgesetz, mit dem insbesondere die Inobhutnahme von unbegleiteten ausländischen Kindern und Jugendlichen nach ihrer Einreise im Achten Buch Sozialgesetzbuch (SGB VIII) mit Wirkung zum 1. November 2015 geändert wurde.
Unbegleitete minderjährige Flüchtlinge (umF) werden seitdem genau wie erwachsene Flüchtlinge gemäß dem Königsteiner Schlüssel innerhalb der Bundesländer verteilt, so dass alle Jugendämter in Deutschland mit der Betreuung von umF betraut sind. Wurden bisher unbegleitete minderjährige Flüchtlinge am Ankunftsort in Obhut genommen (und dort Anschlusshilfen gewährt) und im Nachgang die Kosten verteilt, so werden jetzt die jungen Menschen – nach einer  Clearingphase – bundesweit verteilt.
Der Inobhutnahme wurde in §§ 42a ff. SGB VIII ein Verfahren der vorläufigen Inobhutnahme durch das Jugendamt vorgeschaltet.

## Inhaltsüberblick

### Änderung des Achten Buches Sozialgesetzbuch
- § 42a Vorläufige Inobhutnahme von ausländischen Kindern und Jugendlichen nach unbegleiteter Einreise
- § 42b Verfahren zur Verteilung unbegleiteter ausländischer Kinder und Jugendlicher
- § 42c Aufnahmequote
- § 42d Übergangsregelung
- § 42e Berichtspflicht[3]
- § 42f Behördliches Verfahren zur Altersfeststellung

### Änderung weiterer Gesetze
Die verfahrensrechtliche Handlungsfähigkeit wurde in § 80 Aufenthaltsgesetz n.F. für minderjährige Ausländer, die das 16. Lebensjahr vollendet haben, aufgehoben. Alle noch nicht volljährigen Ausländer bedürfen seitdem eines gesetzlichen Vertreters.
Die Handlungsfähigkeit nach dem Staatsangehörigkeitsgesetz für Personen, die das 16. Lebensjahr vollendet haben, wurde in § 37 StAG n.F. hingegen beibehalten.

## Zweistufiges Verteilungsverfahren
Die vorläufige Inobhutnahme beginnt mit einem Clearingverfahren durch das Jugendamt am Ort des sog. „Aufgriffs“ des Kindes oder Jugendlichen oder seiner Selbstmeldung. In einem zweiten Schritt wird über seine Verteilung auf ein Bundesland und seine dortige endgültige Inobhutnahme entschieden.

### Clearingverfahren
Sobald die unbegleitete Einreise eines ausländischen Kindes oder Jugendlichen nach Deutschland festgestellt wird, sind die Jugendämter zur vorläufigen Inobhutnahme berechtigt und verpflichtet  (§ 42a Abs. 1 Satz 1 SGB VIII). Zur Entlastung der grenznahen Jugendämter haben verschiedene Bundesländer für die vorläufige Inobhutnahme gem. § 88a Abs. 1 SGB VIII besondere Landesstellen geschaffen. Das sind in Nordrhein-Westfalen und Baden-Württemberg jeweils das Landesjugendamt, in Brandenburg eine Landesverteilungsstelle und in Bayern der Landesbeauftragte für die Aufnahme und Verteilung ausländischer Flüchtlinge und unerlaubt eingereister Ausländer in der Zentralen Aufnahmeeinrichtung Zirndorf.
An der Unterbringung in einer geeigneten Einrichtung, bei einer geeigneten Person oder sonstigen Wohnform können auch freie Träger beteiligt werden (§ 76 SGB VIII).
Das Jugendamt hat einzuschätzen, ob die Durchführung des Verteilungsverfahrens und damit der Wechsel des Aufenthaltsorts sowohl im Hinblick auf die physische als auch auf die psychische Belastung zu einer Kindeswohlgefährdung und zu einem möglichen Ausschluss von der Verteilung führt (§ 42a Abs. 2, § 42b Abs. 4 SGB VIII).
Namentlich sind die Möglichkeit einer Familienzusammenführung mit verwandten Personen im Inland wie Eltern oder Geschwistern sowie der Gesundheitszustand des Kindes oder Jugendlichen zu prüfen (§ 42a Abs. 2 Nr. 2 und Nr. 3, Abs. 5 Satz 2 SGB VIII).
Da nach § 2 Abs. 3 Nr. 2,  § 7 Abs. Nr. 1 und Nr. 2 SGB VIII nur Kinder und Jugendliche vorläufig in Obhut genomen werden dürfen, ist die Minderjährigkeit zwar nicht Voraussetzung für den Beginn, wohl aber für die Fortsetzung der (vorläufigen) Inobhutnahme und für eine Verteilung nach § 42b SGB VIII. Für das Verfahren zur Altersfeststellung enthält § 42f SGB VIII genauere Vorgaben.
Während der vorläufigen Inobhutnahme steht dem Jugendamt die Vertretung des unbegleiteten ausländischen Minderjährigen zu. Das Zuweisungsjugendamt muss aber veranlassen, dass im Fall der endgültigen Inobhutnahme möglichst zeitnah ein Vormund oder Pfleger bestellt wird (§ 42 Abs. 3 Satz 4 SGB VIII).
Abhängig vom Ergebnis des Clearingverfahrens sorgt das Jugendamt entweder für die Unterbringung im Rahmen eines Verteilungsverfahrens oder schließt das Kind bzw. Jugendlichen von der Verteilung aus (§ 42a Abs. 2 Satz 2, § 42b Abs. 4 SGB VIII).

### Zuweisungsverfahren
Soll das Kind oder der Jugendliche im Rahmen eines Verteilungsverfahrens untergebracht werden, hat die nach Landesrecht zuständige Stelle gegenüber dem Bundesverwaltungsamt das Kind oder den Jugendlichen zur Verteilung anzumelden. Das Bundesverwaltungsamt bestimmt dann das zur Aufnahme verpflichtete Bundesland (§ 42b Abs. 1 Satz 1 SGB VIII) nach bestimmten Aufnahmequoten. Bislang haben die Länder keine von dem Königsteiner Schlüssel abweichende Vereinbarung getroffen (§ 42c Abs. 1 SGB VIII). Die im Aufnahmeland für die Verteilung von unbegleiteten ausländischen Kindern oder Jugendlichen zuständige Stelle weist das Kind oder den Jugendlichen wiederum einem in seinem Bereich gelegenen Jugendamt zur endgültigen Inobhutnahme nach § 42 Absatz 1 Satz 1 Nr. 3 SGB VIII zu (§ 42b Abs. 3 SGB VIII).
Mit der Übergabe des Kindes oder Jugendlichen an das aufgrund der Zuweisungsentscheidung zuständige Jugendamt endet die vorläufige Inobhutnahme (§ 42a Abs. 6 SGB VIII).
Um aus Kindeswohlgründen eine reibungslose Durchführung der Verteilung sicherzustellen, sind beide Entscheidungen weder mit Widerspruch anfechtbar (§ 42b Abs. 7 Satz 1 SGB VIII, § 68 Abs. 1 Satz 2 Fall 1 VwGO) noch hat die Klage aufschiebende Wirkung (§ 42b Abs. 7 Satz 1 SGB VIII, § 80 Abs. 2 Nr. 3 VwGO).
Das aufnehmende Jugendamt ist verpflichtet, unverzüglich einen Asylantrag für das Kind oder den Jugendlichen zu stellen (§ 42 Abs. 2 Satz 5 SGB VIII).
Die Übergangsregelung des § 42d SGB VIII sollte Bundesländern, in denen bis dahin nur sehr wenige unbegleitete ausländische Minderjährige aufgenommen worden waren, die Möglichkeit bieten, für gegebenenfalls physisch und psychisch stark belastete Kinder oder Jugendliche eine geeignete Erstversorgung, sozialpädagogische Betreuung und gegebenenfalls auch therapeutische Hilfen zu schaffen.

## Behördliches Verfahren zur Altersfeststellung (§ 42f SGB VIII)
Auf Antrag des Betroffenen oder seines Vertreters oder von Amts wegen hat das Jugendamt in Zweifelsfällen eine ärztliche Untersuchung zur Altersbestimmung zu veranlassen.
Die Untersuchung bedarf der Einwilligung der betroffenen Person. Wird durch eine verweigerte Einwilligung die Aufklärung des Sachverhalts erheblich erschwert und ist nicht nachgewiesen, ob die betroffene Person Kind oder Jugendlicher im Sinne des Jugendhilferechts ist (§ 7 Abs. 1 Nr. 1 und Nr. 2 SGB VIII), kann das Jugendamt jedoch die Inobhutnahme wegen Verstoßes gegen die sozialrechtliche Mitwirkungspflicht versagen (§ 42f Abs. 2 Satz 4 SGB VIII, § 62, § 66 SGB I).  Das Jugendamt hat hierüber nach Ermessen zu entscheiden. Die Weigerung des Betroffenen allein führt nicht reflexhaft zur Annahme der Volljährigkeit und dem Verlust aller korrespondierenden Schutzrechte Minderjähriger.
Hinsichtlich der Vorgehensweise und Methodenwahl gibt es in Deutschland bislang keine einheitliche rechtliche Regelung. In den Bundesländern Hamburg und Bayern ist ein abgestuftes Verfahren vorgeschrieben. Wenn eine sichere nichtmedizinische Altersfeststellung möglich ist, wird auf Basis dieser Informationen entschieden; anderenfalls wird eine medizinische Altersbestimmung angeordnet.
Zum behördlichen Verfahren zur Altersfeststellung hat die Bundesarbeitsgemeinschaft Landesjugendämter eine Handlungsempfehlung entwickelt. Ist die Minderjährigkeit anhand von Ausweispapieren nicht feststellbar, soll hilfsweise mittels einer „qualifizierten Inaugenscheinnahme“ das Alter eingeschätzt werden. Außerdem soll sich das Jugendamt weiterer Möglichkeiten, wie der Beiziehung von eventuell vorhandenen Dokumenten oder anderer Beweismittel, Auskünften jeder Art oder Anhörung von Beteiligte bedienen (§ 21 SGB X). Geeignete Beweismittel können auch eine Altersschätzung aufgrund äußerlicher körperlicher Merkmale, eine körperliche Untersuchung und auch eine Röntgenaufnahme der Hand und der Schlüsselbeine sowie eine zahnärztliche Untersuchung des Zahnstatus sein. Die ärztliche Untersuchung ist mit den schonendsten und soweit möglich zuverlässigsten Methoden von qualifizierten medizinischen Fachkräften durchzuführen und schließt auch nach dem Willen des Gesetzgebers eine Genitaluntersuchung aus.
Im Hinblick auf die Kosten von rund 1500 Euro pro Test wird eine Röntgenuntersuchung in der Praxis nur selten veranlasst.
Die Altersbestimmung ist eine nicht selbständig anfechtbare Verfahrenshandlung.  Widerspruch und Klage gegen die Entscheidung des Jugendamts, aufgrund der Altersfeststellung die Inobhutnahme abzulehnen oder zu beenden, haben keine aufschiebende Wirkung (§ 42f Abs. 3 SGB VIII).
Die Alterseinschätzung durch das Jugendamt ist gegenüber Dritten, beispielsweise der Ausländerbehörde, nicht verbindlich. Eine Bindungswirkung wurde im Gesetzgebungsverfahren abgelehnt, da eine solche vorgreifliche Prüfung zu Verfahrensverzögerungen bei den Ausländerbehörden führen und
in diesem Sinne genutzt werden könnte. Der Status eines unbegleiteten minderjährigen Ausländers kann im Asyl- und im Jugendhilfeverfahren jedoch nur einheitlich bestimmt werden.

## Statistik
Vorläufige und reguläre Inobhutnahmen nach §§ 42, 42a SGB VIII nach unbegleiteter Einreise ausländischer Kinder und Jugendlicher in Zahlen:
| Jahr | Anzahl |
| ---- | ------ |
| 2010 | 2 822  |
| 2011 | 3 482  |
| 2012 | 4 767  |
| 2013 | 6 584  |
| 2014 | 11 642 |
| 2015 | 42 309 |
| 2016 | 44 935 |
| 2017 | 22 492 |

Verteilung auf die Bundesländer (Stand: 31. Dezember 2015):
| Bundesland             | Ist-Zahl | Königsteiner Schlüssel in % | Erfüllung der Aufnahmequote in % |
| ---------------------- | -------- | --------------------------- | -------------------------------- |
| Baden-Württemberg      | 6 281    | 12,9                        | 71,9                             |
| Bayern                 | 15 789   | 15,5                        | 149,9                            |
| Berlin                 | 4 062    | 5,0                         | 118,5                            |
| Brandenburg            | 1 345    | 3,1                         | 64,7                             |
| Bremen                 | 2 562    | 1,0                         | 394,4                            |
| Hamburg                | 2 601    | 2,5                         | 151,5                            |
| Hessen                 | 6 860    | 7,4                         | 137,3                            |
| Mecklenburg-Vorpommern | 984      | 2,0                         | 71,4                             |
| Niedersachsen          | 4 911    | 9,3                         | 77,6                             |
| Nordrhein-Westfalen    | 12 388   | 21,2                        | 86,0                             |
| Rheinland-Pfalz        | 2 142    | 4,8                         | 65,2                             |
| Saarland               | 1 299    | 1,2                         | 156,6                            |
| Sachsen                | 2 191    | 5,1                         | 63,5                             |
| Sachsen-Anhalt         | 832      | 2,8                         | 43,3                             |
| Schleswig-Holstein     | 2 569    | 3,4                         | 111,2                            |
| Thüringen              | 1 067    | 2,7                         | 57,7                             |